# 土耳其联合共产党
土耳其联合共产党（土耳其語：Türkiye Birleşik Komünist Partisi，缩写为TBKP）是土耳其的一个已不存在的共产主义政党。1987年10月8日，该党成立于比利时布鲁塞尔，由土耳其共产党和土耳其工人党（当时这两个党都被土耳其当局视为非法组织）合并而成。
1989年，该党开始致力于寻求合法地位，但一直未果。1991年，土耳其宪法法院决定取缔该党。在该党被正式取缔前，该党举行了一次合法的代表大会，这是土耳其共产党人在土耳其国内举办的第一次合法的代表大会。在这次大会上，该党决定解散，并呼吁所有党员和其它社会主义团体、社会主义者组成基础更为广泛的社会主义政党社会主义团结党。几年后，社会主义团结党又和其它左翼团体合并为统一社会党。统一社会党最终和原来的政治运动“革命道路”的一些骨干分子组成了自由和团结党。